# هاونشتاین
هاونشتاین (به آلمانی: Hauenstein) یک شهر در آلمان است که در زودوستپفالتس واقع شده‌است. هاونشتاین ۴٬۰۹۴ نفر جمعیت دارد.